# Індо-Австралійська плита

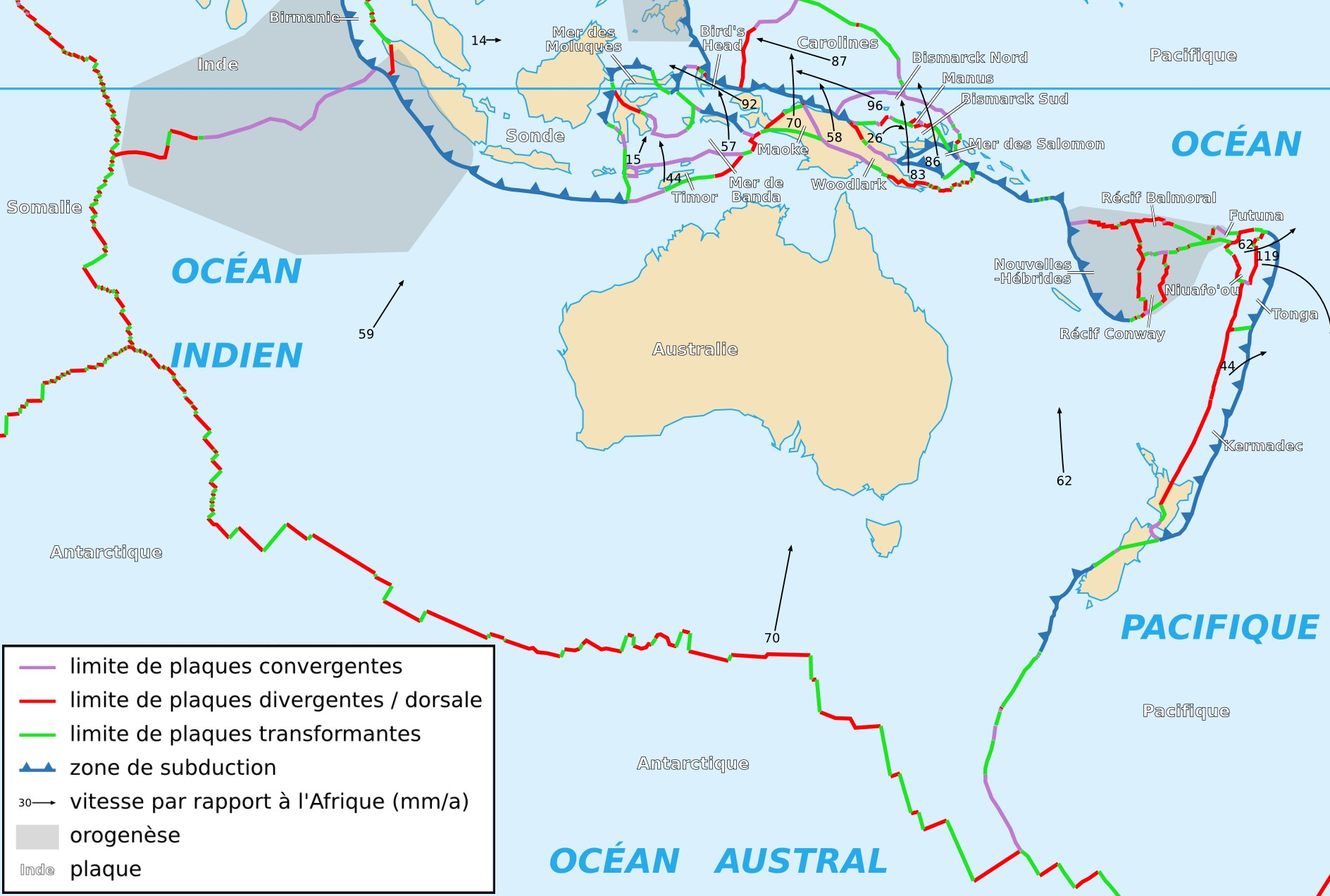
Австралійська плита на мапі

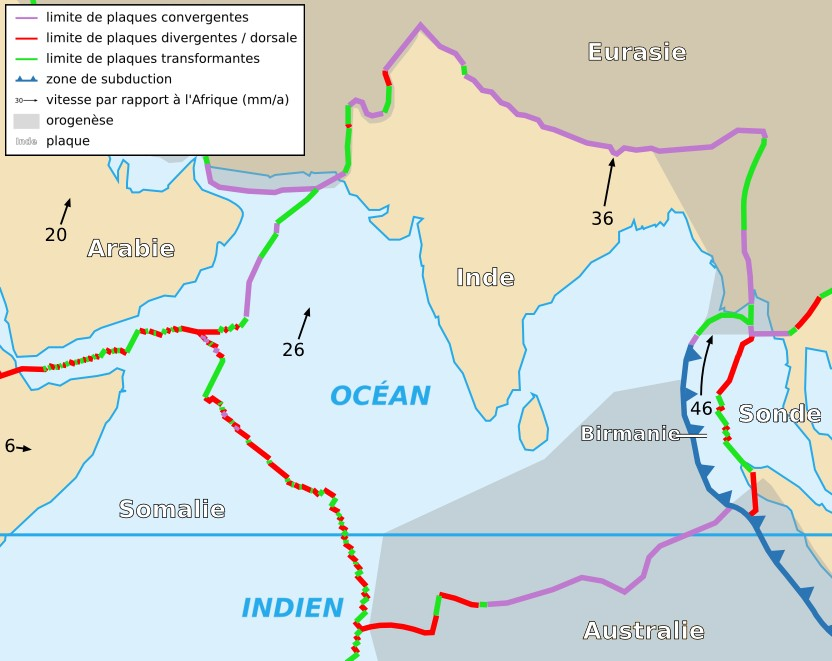
Індостанська плита на мапі

Індо-Австралійська плита — основна назва для двох тектонічних плит, що має у своєму складі Австралію і океанську акваторію на північному заході, та Індійський субконтинент і сусідню акваторію. Дві плити об'єдналися разом 43 млн років тому; до того часу вони рухалися незалежно. Злиття відбулося, коли серединно-океанічний хребет в Індійському океані, що розділяв дві плити, припинив спрединг.Вона має розмір 50 000 000  км2
Індія,Австралія, Нова Гвінея, Тасманія, Нова Зеландія, і Нова Каледонія — все це частини стародавнього суперконтиненту Гондвана. Через процес спредингу з часом вони стануть окремими плитами, але з часом.

## Межі
Недавнє вимірювання в Австралії підтверджує рух плит, який становить 35° на північний схід з швидкістю 67 мм/рік. Легка зміна в напрямку руху плити в Окленді є мабуть через легу деформацію плити там, де вона стискається з Тихоокеанською плитою.
Південно-східний край має конвергентну границю з Тихоокеанською плитою. Тихоокеанська плита пірнає під Австралійську плиту, утворюючи жолоб Тонга і Кермадецький жолоб, і паралельні Тонга і Кермадецькій острівній дузі. Субдукція також підняла східну частину Нової Зеландії (Північний острів).
Континент Зеландія, який відокремився від Австралії 85 мільйонів років тому і тягнеться від Нової Каледонії на півночі до Новозеландських Субантарктичних островів на півдні, зараз відокремлюється через трансформаційний Альпійський розлом. На південь від Нової Зеландії трансформаційно-конвергентну границю з Тихоокеанською плитою, утворює Зона розломів Маккуорі, субдукція Австралійської плити під Тихоокеанську утворює жолоб Пайсегур і далі на південний захід — хребет Маквері.
На південному краї дивергентна границя з Антарктичною плитою утворює Південноіндійський хребет. Західний край що є Індостанською плитою має трансформаційну границю з Аравійською плитою на півночі утворюючи Овенську зону розломів. Дивергентна границя з Африканською плитою на півдні утворює Центральноіндійський хребет.
Північний край Індо-Австралійської плити має конвергентну границю з Євразійською плитою утворюючи Гімалаї і Гіндукуш.
Північно-східний край Індо-Австралійської плити має субдукційну границю з Євразійською плитою через Індійський океан від Бангладеш, M'янми до індонезійських островів Суматра і Борнео.
Субдукційна границя через Індонезію не ідентична біогеографічній лінії Уоллеса, вона відокремлює тубільну фауну Азії від австралійської: Східні острови Індонезії лежать переважно на Євразійській плиті, але тварини і рослини мають відношення до фауни і флори Австралії.